# 요화 장희빈
"요화 장희빈"(妖花 張禧嬪, 영어: Femme Fatale, Jang Hee-bin)은 1968년 공개된 대한민국의 영화이다.

## 배역
- 남정임: 장옥란(장희빈) 역
- 신성일: 숙종 역
- 태현실: 인현왕후 역
- 강문
- 도금봉
- 한은진
- 정애란
- 허장강: 옥란의 외삼촌 역
- 김성옥
- 방수일
- 김칠성
- 이령
- 안인숙
- 오경아
- 김신재
- 석금성
- 백봉희
- 장훈
- 최창호
- 강계식
- 이예성
- 김웅
- 성소민
- 임예심
- 정호연
- 김옥주
- 임생출
- 추봉
- 김정훈: 경종 역